# Bianca di Borgogna
Bianca di Borgogna (1296 circa – Saint-Ouen-l'Aumône, 29 aprile 1326) fu regina di Francia e di Navarra dal 3 gennaio al 19 maggio 1322.

## Origine
Secondo il Continuatio Chronici Guillelmi de Nangiaco, Bianca era la figlia femmina secondogenita del Signore di Salins, Conte di Chalon e Conte di Borgogna, Ottone IV, e della sua seconda moglie (come ricordato dalla stessa Matilde di Artois nel proprio testamento del 1328), la futura contessa regnante d'Artois, Mahaut o Matilde, che secondo le Gesta Philippi Tertii Francorum Regis, era la figlia primogenita del conte d'Artois, Roberto II il Nobile (1250-1302) e della signora di Conches Amici di Courtenay figlia di Pietro di Courtenay (1218 - † 1250), signore di Conches e di Mehun, e di Petronilla di Joigny, come ci conferma la Histoire généalogique de la Maison royale de Courtenay.
Ottone IV di Borgogna, secondo il documento n° LIV del Monumenta Zollerana, datato 1269, era figlio di Ugo di Châlon e della Contessa di Borgogna, Adelaide I, che, come risulta dal documento del contratto di matrimonio stipulato dai genitori, riportato nella Histoire généalogique des Sires de Salins (Besançon), Tome I, era la figlia maggiore del duca d'Andechs e di Merania e Conte consorte di Borgogna, Ottone I d'Andechs e di Merania e della prima moglie, la Contessa di Borgogna, Beatrice II, che era la figlia secondogenita (secondo il Monacho Novi Monasterii Hoiensis Interpolata era l'unica figlia) del Conte di Borgogna e, per un breve periodo anche conte di Lussemburgo, Ottone I e della moglie (il matrimonio viene confermato dal Historiens occidentaux II, Historia Rerum in partibus transmarinis gestarum ("L'estoire de Eracles Empereur et la conqueste de la terre d'Outremer"), Continuator) Margherita di Blois (1170-1230), che, come si apprende dal documento n° XXV degli Archives de la Maison-Dieu de Châteaudun, datato 1183, era figlia del conte di Blois, Châteaudun e Chartres, Tebaldo V e di Alice di Francia, a sua volta figlia del re di Francia Luigi VII e della duchessa d'Aquitania e Guascogna e contessa di Poitiers, Eleonora, come ci conferma la Chronica Albrici Monachi Trium Fontium.

## Biografia

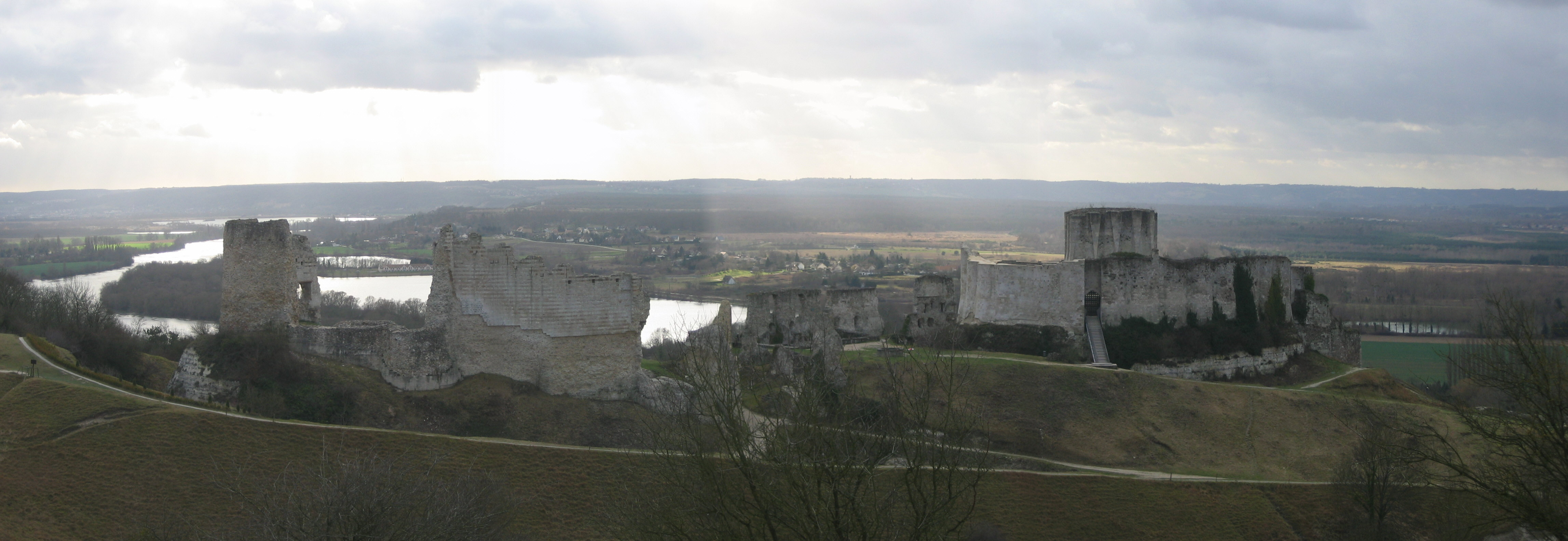
Vista panoramica della fortezza, oggi in rovina, di Château-Gaillard, Eure

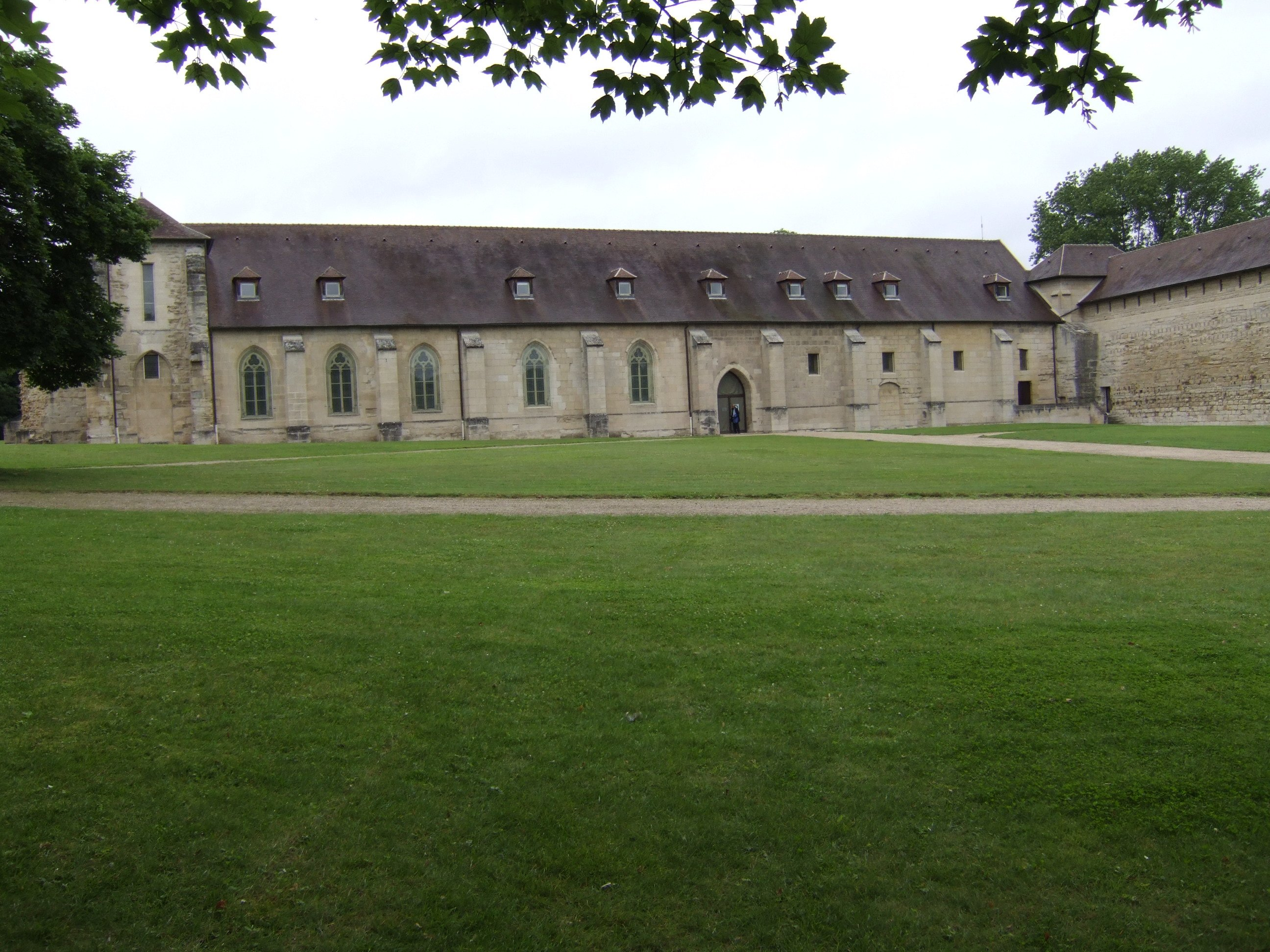
Facciata sud dell'Abbazia di Maubuisson di Saint-Ouen-l'Aumône

Nel 1302, alla morte di suo nonno, il conte d'Artois, Roberto II il Nobile, alla Battaglia di Courtrai, a causa della morte prematura dei due suoi zii (fratelli di Matilde), Roberto ancora bambino, nel 1272, e Filippo, nel 1298, la contea d'Artois, venne contesa tra sua madre, Matilde, ed il nipote, ancora minorenne, Roberto, figlio di Filippo, che rivendicava il feudo, in quanto discendente della linea maschile. Ebbe la meglio Matilde.
Nel 1303 rimase orfana di padre. Infatti Ottone IV morì il 7 marzo 1303, a Melun, a seguito delle ferite riportate nella battaglia di Cassel, del 5 dicembre del 1302, a seguito della spedizione voluta dal re di Francia, Filippo il Bello, di cui Ottone IV era a capo, in quanto come nuovo conte d'Artois dovette combattere contro le truppe dei fiamminghi, del Principato vescovile di Liegi.
Suo fratello, Roberto (1300-1315), succedette al padre, divenendo conte di Borgogna all'età di 3 anni, avendo come tutore la madre, Mahaut, che dovette far fronte, tra il 1314 e il 1315, alle sollevazioni della piccola nobiltà di Artois e di Borgogna, schierandosi con il sovrano di Francia, Filippo IV il Bello e, dopo la sua morte, con Luigi X l'Attaccabrighe.
Nel 1308, Bianca aveva sposato Carlo il Bello, il terzogenito maschio del re di Francia, Filippo IV detto il Bello, e della regina regnante di Navarra, contessa di Champagne e Brie, Giovanna, come ci viene confermato dal Continuatio Chronici Guillelmi de Nangiaco.
All'inizio del 1314, a seguito dello scandalo della torre di Nesle, il re, Filippo il Bello, la fece arrestare, insieme a sua cognata, Margherita di Borgogna, figlia del Duca di Borgogna e re titolare di Tessalonica, Roberto II e della moglie, Agnese di Francia, moglie del figlio primogenito, Luigi X l'Attaccabrighe e a sua sorella Giovanna, moglie del secondogenito Filippo il Lungo), con l'accusa di adulterio, come riportato dalla Continuatio Chronici Guillelmi de Nangiaco.
Sua cognata, Margherita era sospettata di aver commesso l'adulterio con il cavaliere normanno Philippe d'Aunay, mentre il fratello, Gauthier, aveva commesso adultero con Bianca, e per questo, erano state ripudiate; Philippe d'Aunay ed il fratello, Gauthier, dopo aver confessato che la tresca durava da circa tre anni, furono condannati a morte per lesa maestà e furono giustiziati in modo atroce:
- nella città di Pontoise, il 19 aprile 1314, furono evirati, torturati, scorticati vivi, e quindi decapitati, dopo che erano morti i loro corpi furono trainati da un cavallo per le strade della città ed infine furono appesi per le ascelle[20].
Il loro sesso, strumento del crimine, fu dato in pasto ai cani.
Dopo che i loro amanti, Philippe e Gauthier, sotto tortura, ebbero confessato anche Bianca e Margherita ammisero l'adulterio e, dalla corte giudicante, che le riteneva colpevoli di flagrante adulterio, furono condannata ad essere rinchiusa in fortezza[19]; le furono tagliati i capelli e vennero rinchiuse nella fortezza di Château-Gaillard, Eure.
La sorella, Giovanna, fu assolta dall'accusa di adulterio, ma, per complicità con la sorella e la cognata, venne relegata nel castello di Dourdan[21].

Nel 1315, mentre sua sorella, Giovanna, era ancora rinchiusa nel castello di Dourdan, suo fratello, Roberto, morì a Parigi, e Giovanna gli succedette, divenendo la contessa di Borgogna, Giovanna II, ma la contea venne amministrata dalla madre, Matilde e del marito, Filippo il Lungo, fratello di Luigi X, re di Francia dal 1314.
A causa dell'adulterio della regina Margherita, anche la legittimità della figlia di Margherita, Giovanna, fu messa in discussione, nonostante che la nonna, Agnese di Francia, affiancata dal figlio, il Duca di Borgogna, Oddone IV, si battesse, specialmente dopo la morte della figlia Margherita (strangolata o forse soffocata dai suoi capelli; ancora la Continuatio Chronici Guillelmi de Nangiaco riporta la morte di Margherita nel corso del 1315), perché i diritti della nipotina Giovanna di diventare regina sia di Francia che di Navarra, fossero garantiti.
Alla morte del padre di Giovanna, Luigi X, (5 giugno 1316), il fratello, e zio di Giovanna, Filippo il Lungo, conte di Poitiers, fu prima nominato reggente e poi eletto re, privando Giovanna dei suoi diritti. Sua sorella Giovanna riottenne la libertà e, il 9 gennaio del 1317, fu incoronata regina di Francia, assiema al marito, il re di Francia, Filippo V il Lungo. Nel mese di febbraio, poi, una commissione di prelati, cittadini autorevoli, feudatari e dottori dell'università enunciarono il principio che una donna non può accedere al trono di Francia.
Nel 1322 alla morte di Filippo V il Lungo, privo eredi maschi e trascurando i diritti della nipote Giovanna, primogenita di Filippo V, succedette al trono di Francia e di Navarra l'ultimo figlio di FIlippo IV: Carlo IV il Bello. Il nuovo re non volle rilasciare Bianca, divenuta virtualmente regina di Francia, nonostante fosse ancora segregata a Château-Gaillard.
Carlo IV richiese l'annullamento delle nozze a cui Bianca acconsentì con riluttanza. Poiché la Chiesa non riteneva l'adulterio una causa sufficiente per concedere lo scioglimento del vincolo matrimoniale, per giustificarlo si fece riferimento al fatto che la madre di Bianca, Mahaut, fosse stata la madrina al battesimo di Carlo IV, anche se probabilmente la vera ragione fu la notizia che Bianca fosse rimasta incinta di uno dei suoi carcerieri.
L'annullamento delle nozze fu pronunciato il 19 maggio 1322 da papa Giovanni XXII. Carlo IV si sposò quello stesso anno con Maria del Lussemburgo.
Non vi sono prove che Bianca si sia fatta suora nell'abbazia di Maubuisson, situata presso Pontoise nella Val-d'Oise, come comunemente creduto. Avendo speso otto anni in una prigione sotterranea, la salute di Bianca si sarebbe compromessa. La data della sua morte non è conosciuta con certezza, ma viene definita defunta dal pontefice nella dispensa inviata a Carlo IV, per il terzo matrimonio con Giovanna d'Évreux, datata 5 aprile 1326.

## Figli
Bianca a Carlo diede due figli:
- Filippo di Francia (1314-1322),
- Giovanna di Francia (1315-1321),[19].

## Ascendenza
|                        |                    |                         | Genitori              |  |  | Nonni |  |  | Bisnonni           |  |  | Trisnonni              |  |
|                        |                    |                         |                       |  |  |       |  |  | Giovanni d'Auxonne |  |  | Sterfano III d'Auxonne |  |
|                        |                    |                         |                       |  |  |       |  |  | Giovanni d'Auxonne |  |  | Sterfano III d'Auxonne |  |
|                        |                    | Beatrice di Chalon      |                       |  |  |       |  |  | Giovanni d'Auxonne |  |  |                        |  |
| Ugo di Châlon          |                    |                         |                       |  |  |       |  |  | Giovanni d'Auxonne |  |  |                        |  |
|                        |                    | Matilde di Borgogna     | Ugo III di Borgogna   |  |  |       |  |  |                    |  |  |                        |  |
|                        |                    | Matilde di Borgogna     | Ugo III di Borgogna   |  |  |       |  |  |                    |  |  |                        |  |
|                        |                    | Matilde di Borgogna     | Beatrice d'Albon      |  |  |       |  |  |                    |  |  |                        |  |
| Ottone IV di Borgogna  |                    | Matilde di Borgogna     |                       |  |  |       |  |  |                    |  |  |                        |  |
|                        |                    | Ottone II di Borgogna   | Bertoldo IV d'Andechs |  |  |       |  |  |                    |  |  |                        |  |
|                        |                    | Ottone II di Borgogna   | Bertoldo IV d'Andechs |  |  |       |  |  |                    |  |  |                        |  |
|                        |                    | Ottone II di Borgogna   | Agnese di Rochlitz    |  |  |       |  |  |                    |  |  |                        |  |
| Adelaide I di Borgogna |                    | Ottone II di Borgogna   |                       |  |  |       |  |  |                    |  |  |                        |  |
|                        |                    | Beatrice II di Borgogna | Ottone I di Borgogna  |  |  |       |  |  |                    |  |  |                        |  |
|                        |                    | Beatrice II di Borgogna | Ottone I di Borgogna  |  |  |       |  |  |                    |  |  |                        |  |
|                        |                    | Beatrice II di Borgogna | Margherita di Blois   |  |  |       |  |  |                    |  |  |                        |  |
| Bianca di Borgogna     |                    | Beatrice II di Borgogna |                       |  |  |       |  |  |                    |  |  |                        |  |
|                        | Roberto I d'Artois | Luigi VIII di Francia   |                       |  |  |       |  |  |                    |  |  |                        |  |
|                        | Roberto I d'Artois | Luigi VIII di Francia   |                       |  |  |       |  |  |                    |  |  |                        |  |
|                        | Roberto I d'Artois | Bianca di Castiglia     |                       |  |  |       |  |  |                    |  |  |                        |  |
| Roberto II d'Artois    | Roberto I d'Artois |                         |                       |  |  |       |  |  |                    |  |  |                        |  |
|                        |                    | Matilde di Brabante     | Enrico II di Brabante |  |  |       |  |  |                    |  |  |                        |  |
|                        |                    | Matilde di Brabante     | Enrico II di Brabante |  |  |       |  |  |                    |  |  |                        |  |
|                        |                    | Matilde di Brabante     | Maria di Svevia       |  |  |       |  |  |                    |  |  |                        |  |
| Matilde d'Artois       |                    | Matilde di Brabante     |                       |  |  |       |  |  |                    |  |  |                        |  |
|                        |                    | Pietro di Courtenay     | Roberto di Courtenay  |  |  |       |  |  |                    |  |  |                        |  |
|                        |                    | Pietro di Courtenay     | Roberto di Courtenay  |  |  |       |  |  |                    |  |  |                        |  |
|                        |                    | Pietro di Courtenay     | Matilde di Mehun      |  |  |       |  |  |                    |  |  |                        |  |
| Amicie di Courtenay    |                    | Pietro di Courtenay     |                       |  |  |       |  |  |                    |  |  |                        |  |
|                        |                    | Petronilla di Joigny    | Gualtiero di Joigny   |  |  |       |  |  |                    |  |  |                        |  |
|                        |                    | Petronilla di Joigny    | Gualtiero di Joigny   |  |  |       |  |  |                    |  |  |                        |  |
|                        |                    | Petronilla di Joigny    | Alice di Montmorency  |  |  |       |  |  |                    |  |  |                        |  |
|                        |                    | Petronilla di Joigny    |                       |  |  |       |  |  |                    |  |  |                        |  |

### Fonti primarie
- (LA)  Monumenta Germaniae Historica, Scriptores, tomus XXIII.
- (FR)  Recueil des historiens des croisades. Historiens occidentaux. Tome II.
- (LA)  Recueil des historiens des Gaules et de la France. Tome 20.
- (LA, FR)  Recueil des historiens des Gaules et de la France. Tome 21.
- (LA)  Archives de la Maison-Dieu de Châteaudun.
- (LA)  Monumenta Zollerana.
- (LA)  Histoire généalogique des Sires de Salins, Tome I.
- (FR)  Diplomatum Belgicorum nova collectio, sive supplementum ad opera diplomatica Auberti Miræi (Brussels), Tome IV.
- (LA)  Histoire généalogique de la Maison royale de Courtenay.

### Letteratura storiografica
- Hilda Johnstone, "Francia: gli ultimi Capetingi", cap. XV, vol. VI (Declino dell'impero e del papato e sviluppo degli stati nazionali) della Storia del Mondo Medievale, 1999, pp. 569–607.
- Paul Fournier, "Il regno di Borgogna o d'Arles dal XI al XV secolo", cap. XI, vol. VII (L'autunno del Medioevo e la nascita del mondo moderno) della Storia del Mondo Medievale, 1999, pp. 383–410.
- Henry Pirenne, "I Paesi Bassi", cap. XII, vol. VII (L'autunno del Medioevo e la nascita del mondo moderno) della Storia del Mondo Medievale, 1999, pp. 411–444.
- (FR)  Chronique parisienne anonyme du XIVe siècle.
- (FR)  Histoire des ducs de Bourgogne de la race capétienne, tome VI.